# Drephalys
Drephalys is een geslacht van vlinders van de familie dikkopjes (Hesperiidae), uit de onderfamilie Eudaminae.

## Soorten
- D. alcmon (Cramer, 1779)
- D. atinas (Mabille, 1888)
- D. dumeril (Latreille, 1824)
- D. eous (Hewitson, 1867)
- D. helixus (Hewitson, 1877)
- D. hypargus (Mabille, 1891)
- D. olva Evans, 1952
- D. olvina Evans, 1952
- D. opifex Evans, 1952
- D. oriander (Hewitson, 1867)
- D. phoenice (Hewitson, 1867)
- D. phoenicoides (Mabille & Boullet, 1919)
- D. talboti (Le Cerf, 1922)